# Dürrhennersdorf
Dürrhennersdorf település Németországban, azon belül Szászország tartományban. Lakosainak száma 912 fő (2023. december 31.).

## Népesség
A település népességének változása:
| Lakosok száma | 985  | 985  | 947  | 922  | 912  |
|               | 2017 | 2019 | 2021 | 2022 | 2023 |